# Henrique Nhà hàng hải
Henrique Nhà hàng hải (4 tháng 3 năm 1394-13 tháng 9 năm 1460), con trai của vua João I của Bồ Đào Nha, là một nhân vật quan trọng trong nền chính trị Bồ Đào Nha thế kỉ 15 và Kỷ nguyên Khám phá. Ông khuyến khích cha mình chinh phục Ceuta (1415), một cảng Hồi giáo ở Bắc Phi và từ đó tìm hiểu các mối lợi thương mại ở châu Phi.
Là một người giàu có và quyền lực, ông đã bảo trợ các cuộc viễn chinh khám phá bờ biển Tây Phi và mở rộng mạng lưới buôn bán hàng hóa và nô lệ với các miền này. Cho tới gần đây nhiều người vẫn tin rằng ông lập nên một trường hàng hải ở một thị trấn thuộc tài sản của ông, về sau được gọi là Vila do Infante (Trang viên Hoàng tử), tuy nhiên các sử gia đương đại cho rằng đây là một hiểu nhầm. Tuy ông có thuê các nhà bản đồ học lập bản đồ vùng biển Mauritanie sau các chuyến du hành ông cử tới đây, ông chưa từng thành lập một trung tâm hàng hải có tổ chức nào. Điều mà ông thực làm là hiến tặng nhiều dinh thự cho cơ quan nghiên cứu triều đình mà về sau trở thành Đại học Lisbon
Dưới thời Henrique, Bồ Đào Nha đã đạt nhiều bước tiến lớn trong hàng hải: khám phá ra Azores (1427), Cap-Vert (1444), Cape Verde (1455), Sierra Leone (1462). Năm 1488, Bartolomeu Dias đặt chân tới Mũi Hảo Vọng và ăm 1498, Vasco da Gama trở thành người đầu tiên của châu Âu tới Ấn Độ bằng đường biển.
Được biết dưới thời đại mình như Hoàng tử (Infante) của Bồ Đào Nha, chỉ mãi sau này vào cuối thế kỉ 18 dưới ảnh hưởng của các nhà sử học Đức là Heinrich Schaefer và Gustav de Veer mới đặt ra biệt hiệu Nhà hàng hải.

## Tư liệu
- Beazley, C. Raymond (1894). Prince Henry the Navigator, the Hero of Portugal and of Modern Discovery, 1394-1460 A.D.: With an Account of Geographical Progress Throughout the Middle Ages As the Preparation for His Work. London: G. P. Putnam's Sons.
- Boxer, Charles (1991). The Portuguese Seaborne Empire, 1415–1825 (ấn bản thứ 2). Carcanet Press. ISBN 978-0-85635-962-0.
- Castro, F.; Fonseca, N.; Vacas, T.; Ciciliot, F. (2008), "A Quantitative Look at Mediterranean Lateen- and Square-Rigged Ships (Part 1)", The International Journal of Nautical Archaeology, quyển 37 số 2, tr. 347–359, doi:10.1111/j.1095-9270.2008.00183.x
- Diffie, Bailey and George D. Winius (1977). Foundations of the Portuguese empire, 1415-1580. University of Minnesota Press. ISBN 978-0-8166-0782-2. ISBN 0-8166-0782-6.
- Fernández-Armesto, Felipe (1987). Before Columbus: Exploration and Colonisation from the Mediterranean to the Atlantic, 1229-1492. London: MacMillan Education. ISBN 0-333-40383-5.
- Major, Richard Henry (1877). The discoveries of Prince Henry, the Navigator, and their results. London: Sampson, Low, Marston, Searle and Rivington. OCLC 84044057.
- Martins, J. P. Oliveira (1914). The golden age of Prince Henry the Navigator. London: Chapman and Hall.
- Russell, Peter E. (2000). Prince Henry "the Navigator": a life. New Haven: Yale University Press. ISBN 0-300-08233-9. OCLC 42708239.
- Zurara, Gomes Eanes de, trans. Edgar Prestage (1896). Chronica do Descobrimento e Conquista da Guiné, vol. 1 (The chronicle of discovery and conquest of Guinea). Hakluyt Society.{{Chú thích sách}}:  Quản lý CS1: nhiều tên: danh sách tác giả (liên kết)
- Zurara, Gomes Eanes de, trans. Edgar Prestage (1896). Chronica do Descobrimento e Conquista da Guiné, vol. 2. Printed for the Hakluyt Society.{{Chú thích sách}}:  Quản lý CS1: nhiều tên: danh sách tác giả (liên kết)

Bản mẫu:Portuguese infantes
Bản mẫu:House of Aviz